# John Tsitsiklis
Ioánnis « Yánnis » Nikólaos Tsitsiklís (en grec moderne : Ιωάννης «Γιάννης» Νικόλαος Τσιτσικλής ; né en 1958), appelé John N. Tsitsiklis dans les pays anglophones, est un chercheur grec en génie électrique et informatique.

## Formation et carrière
Tsitsiklis a obtenu un baccalauréat en mathématiques (1980), ainsi que ses diplômes en génie électrique (1980), mastère (1981) et doctorat (1984), tous du Massachusetts Institute of Technology à Cambridge. 
Il est professeur de génie électrique à la chaire Clarence J. Lebel au département de génie électrique et de science informatique (EECS) du Massachusetts Institute of Technology. Il est directeur du laboratoire pour les systèmes d’information et de décision et est affilié à l’Institut des données, des systèmes et de la société (IDSS), au centre de statistique et de science des données et au centre de recherche opérationnelle MIT. 

## Prix et distinctions
Tsitsiklis a remporté le prix ACM SIGMETRICS Achievement Award 2016 « en reconnaissance de ses contributions fondamentales au contrôle décentralisé et au consensus, à la programmation dynamique approximative et à l'apprentissage statistique. ».
En 2018, il a remporté le prix IEEE Control Systems Award « pour ses contributions à la théorie et à l'application de l'optimisation dans les grands systèmes dynamiques et distribués »,, ainsi que le Prix de théorie John-von-Neumann, avec Dimitri Bertsekas, « pour leurs contributions au calcul parallèle et distribué ainsi qu’à la programmation neurodynamique ».

## Publications
- Vincent Blondel, John Tsitsiklis « Survey of computational complexity results in systems and control » (2000)  (DOI 10.1016/S0005-1098(00)00050-9)
— « (ibid.) », Automatica, vol. 36, no 9,‎ 2000, p. 1249–1274
- avec Dimitri Bertsekas, Introduction to Probability, (2002) Athena Scientific, Massachusetts  (ISBN 1-886529-40-X)